# ژار ۴۴۲۲
سیارک ۴۴۲۲ (به انگلیسی: 4422 Jarre، نامگذاری:1942UA) چهار هزار و چهارصد و بیست و دومین سیارک کشف شده‌است که در ۱۷ اکتبر ۱۹۴۲ و در الجزیره کشف شد.
قدر مطلق سیارک برابر ۱۲٫۶۰ است.